# How Can I Sleep with Your Voice in My Head
Albums de a-ha
Lifelines
(2002) Analogue
(2005)
How Can I Sleep with Your Voice in My Head est un album live du groupe de pop norvégien a-ha sorti en 2003.
Le titre de l'album fait référence aux paroles de la chanson The Swing of Things de l'album Scoundrel Days.

## Titres
| No  | Titre                         | Durée |
| --- | ----------------------------- | ----- |
| 1.  | Forever Not Yours             | 4:33  |
| 2.  | Minor Earth Major Sky         | 5:41  |
| 3.  | Manhattan Skyline             | 5:50  |
| 4.  | I've Been Losing You          | 4:09  |
| 5.  | Crying in the Rain            | 4:56  |
| 6.  | The Sun Always Shines on T.V. | 5:51  |
| 7.  | Did Anyone Approach You?      | 4:53  |
| 8.  | The Swing of Things           | 5:27  |
| 9.  | Lifelines                     | 4:37  |
| 10. | Stay on These Roads           | 3:34  |
| 11. | Hunting High and Low          | 5:54  |
| 12. | Take on Me                    | 5:42  |
| 13. | The Living Daylights          | 7:32  |
| 14. | Summer Moved On               | 4:41  |